# Kajmanski otoci na ZOI 2010.
Kajmanski otoci su nastupali na XXI. Zimskim olimpijskim igrama 2010. u Vancouveru u Kanadi, od 12. do 28. veljače 2010. Ovo im je bio prvi put da se natječu na ZOI. Predstavljao ih je alpski skijaš Dow Travers u veleslalomu, te završio na 69. mjestu.

## Pozadina
Kajmanski otoci prvi su se put natjecali na Olimpijskim igrama 1976. u Montrealu. Od tada su sudjelovali na svim Ljetnim Olimpijskim igrama, osim Olimpijskih igara u Moskvi 1980 koje su bojkotirali. Teritorij nikada nije osvojio medalju na olimpijskom natjecanju. Kajmanski otoci debitirali su na Zimskim olimpijskim igrama u Vancouveru. Kajmansko izaslanstvo sastojalo se od jednog natjecatelja, alpskog skijaša Dow Traversa. Travers je izabran za nositelja zastave i za svečanost otvaranja i za svečanost zatvaranja.

## Alpsko skijanje
Dow Travers osigurao je kvalifikacije za Olimpijske igre u Vancouveru na skijaškom natjecanju u Čileu. Travers je u vrijeme Igara imao 22 godine. Jedino natjecanje na kojem se natjecao bio je veleslalom koji se održao 23. veljače. Skijao je s vremenima 1:29,39 i 1:33,50 za ukupno vrijeme od 3:02,89. To ga je dovelo na 69. mjesto od 81 natjecatelja koji su završili obje vožnje, a zlatnu medalju osvojio je švicarac Carlo Janka s kombiniranim vremenom od 2:37,83.
| Sportaš     | Događaj    | Utrka 1 | Utrka 2 | Ukupno  | Rang |
| ----------- | ---------- | ------- | ------- | ------- | ---- |
| Dow Travers | Veleslalom | 1:29,39 | 1:33,50 | 3:02,89 | 69   |

## Poveznice
- Kajmanski otoci na Olimpijskim igrama